# Gerd Ulfström-Björnberg
Gerda (Gerd) Ingeborg Ulfström-Björnberg, född 16 september 1909 i Smedegården, Sparlösa socken i Skaraborgs län, död 4 december 1991 i Stockholm, var en svensk målare, tecknare och textilkonstnär.
Hon var dotter till slaktaren och lantbrukaren Karl Ulfström (folkbokförd Ullström) och hans hustru Selma Andersdotter och från 1943 gift med Evald Björnberg. Hon studerade vid Valands målarskola i Göteborg 1933–1936 och under resor till, Nederländerna, Belgien och Paris 1938, Florens 1951 där hon vistades sex månader och Rom där hon vistades ett år 1952. Till en början arbetade hon mest som utställningskommissarie och startade i början av 1940-talet det egna konstgalleriet Samlaren i Stockholm. I mitten av 1940-talet började hon själv på allvar måla i en lätt naiviserande stil. Separat ställde hon ut på Samlaren och Galleri Nicolai i Köpenhamn samt i Paris årsskiftet 1965–1966. Hon medverkade i samlingsutställningar på Göteborgs konsthall, Falköpings museum, Linköpings museum, Skara, Lidköpings konsthall och Skövde konsthall. Hon genomförde en retrospektiv utställning på. Galleri Origo i Stockholm 1979. Hennes konst består av stilleben, interiörer och figursaker. Hon tilldelades Stockholms Stads Kulturstipendium 1973, Stockholms Stads resestipendium 1978, Skandinaviska Föreningens stipendium 1979, och Makarna Cederströms stipendium 1980. Björnberg är representerad vid Museet i Tours Frankrike, Museet i Mentone Frankrike, Norrköpings konstmuseum, Salems kyrka i Västergötland samt med oljemålningen Bondkvinna vid Nationalmuseum.